# Клеандр (тиран)
Клеандр (др.-греч. Κλέανδρος, убит в 498 до н. э.) — тиран древнегреческого города Гела на острове Сицилия в 505 — 498 до н. э.
Отцом Клеандра был Пантарей, победитель Олимпийских игр в гонках на колесницах. Клеандр установил свою тиранию в Геле в 505 до н. э. вскоре после поражения коалиции греческих полисов Сицилии от Карфагена в условиях отсутствия помощи со стороны материковой Греции. Проводил политику усиления Гелы. Был убит жителем Гелы по имени Сабилл в 498 до н. э. После смерти Клеандра власть перешла к его брату Гиппократу.